# Kanton Saint-Dié-des-Vosges-2
Kanton Saint-Dié-des-Vosges-2 (fr. de Saint-Dié-des-Vosges-2) je francouzský kanton v departementu Vosges v regionu Grand Est. Tvoří ho 25 obcí a část města Saint-Dié-des-Vosges. Zřízen byl v roce 2015.

## Obce kantonu
| - Ban-de-Laveline - Bertrimoutier - Le Beulay - Coinches - Combrimont - La Croix-aux-Mines - Entre-deux-Eaux - Frapelle - Gemaingoutte - La Grande-Fosse - Lesseux - Lubine - Lusse | - Mandray - Nayemont-les-Fosses - Neuvillers-sur-Fave - Pair-et-Grandrupt - La Petite-Fosse - Provenchères-et-Colroy - Raves - Remomeix - Saint-Dié-des-Vosges (část) - Saint-Léonard - Sainte-Marguerite - Saulcy-sur-Meurthe - Wisembach |